# Forsthaus Schenze
Forsthaus Schenze ist ein Wohnplatz der Gemeinde Schönwald im Landkreis Dahme-Spreewald in Brandenburg.

## Geografische Lage
Der Wohnplatz liegt südlich des Schönwalder Ortsteils Waldow/Brand an der Straße Schenze, die von Waldow/Brand aus in südlicher Richtung zur Bundesstraße 115 verläuft. Östlich liegt Freiwalde, ein Ortsteil der Gemeinde Bersteland. Die nördlichen Flächen werden vorzugsweise landwirtschaftlich genutzt und durch den Kabelgraben entwässert; die südlichen Flächen sind bewaldet.

## Geschichte
Im Jahr 1757 entstanden auf der Gemarkung von Waldow zwei Vorwerke. Eines wurde als Alte Schanze bezeichnet und bestand im Wesentlichen aus einer Schäferei. Das zweite Vorwerk erhielt den Namen Neue Schanze und wurde zu einem späteren Zeitpunkt als Försterei Schenze bezeichnet. Dort lebten im Jahr 1818 insgesamt acht Personen, die eine Feuerstelle (=Haushalt) betrieben. Im Jahr 1844 hielten sich in Schenze in einem Wohngebäude nur noch vier Personen dauerhaft auf. Bis 1864 war Schenze auf zwei Wohngebäude mit 18 Personen angewachsen. Der Wohnplatz gehörte bis 2001 zur Landgemeinde Waldow/Brand und wurde mit Wirkung zum 31. Dezember 2001 gemeinsam mit Waldow/Brand nach Schönwald eingemeindet.